# Chilelabus callistictus
Chilelabus callistictus là một loài tò vò trong họ Ichneumonidae.